# トリッシュ・ヴァン・ディヴァー

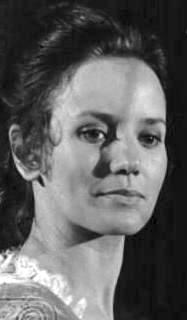
トリッシュ・ヴァン・ディヴァー

トリッシュ・ヴァン・ディヴァー（Trish Van Devere, 1941年3月9日 - ）は、アメリカ合衆国ニュージャージー州出身の女優、モデル。

## 略歴
10代の頃からモデル志望としてカメラの前に立ち、その後、演技に転向して小さな舞台に立った。20歳の頃からTVで知名度を上げ、女優デビュー。1970年、25歳で『パパはどこ?』で映画初出演を果たす。同年、『真夜中の青春』で注目され、一躍アイドルとなり、70年代全般に渡ってCMなどにも多数登場した。
主にロマンスやアクション、サスペンスなどの作品に出演。『イルカの日』（1973年）、『野性の少年カル』（1976年）が代表作となった。1972年に『ラスト・ラン/殺しの一匹狼』で共演したジョージ・C・スコットと結婚。
以降は彼の主演作の多くに寄り添うように登場するようになった。
ファンタジーやホラーなどの作品にも挑戦、1976年『美女と野獣』、1980年『ザ・ハース/生贄の町』ではヒロインを務める。同年公開の『チェンジリング』にも出演。
1993年『カリブの渇いた銃弾』以降は、一線を退き目立った活躍は余りない。

## 主な出演作品
- パパはどこ? Where's Poppa? （1970年）
- 真夜中の青春 The Landlord （1970年）
- ラスト・ラン/殺しの一匹狼 Last Run （1971年）
- 黄金の指 Harry in Your Pocket （1973年）
- イルカの日 The Day of the Dolphin （1973年）
- ロンリー・アイランド The Savage Is Loose （1974年）
- 美女と野獣 Beauty and the Beast  （1976年）
- 野性の少年カル Stalk the Wild Child  （1976年）
- 刑事コロンボ「秒読みの殺人」Columbo: Make Me a Perfect Murder （1978年）
- ブルックリン物語 Movie Movie （1978年）
- チェンジリング The Changeling （1980年）
- ザ・ハース/生贄の町 The Hearse （1980年）
- 元気の出るウエスタン/荒野は最高! Uphill All the Way （1986年）
- 激突 特捜コマンド！恐怖の救出指令 Hollywood Vice Squad （1986年）
- メッセンジャー・オブ・デス Messenger of Death （1988年）